# 菲利斯·尼科爾森
菲利斯·尼科爾森（英語：Phyllis Nicolson，1917年9月21日—1968年10月6日）是一名英國數學家、物理學家，因與約翰·克蘭克一起研究克蘭克－尼科爾森方法而知名。

## 早期生活與教育
尼科爾森出生於馬格斯菲特，曾就讀於斯托克波特女子中學。她在1938年獲得曼徹斯特大學理學學士學位，1939年獲得理學碩士學位，1946年以論文《理論物理的三個問題》獲得理學博士學位。她的博士論文始於1939年與1940年期間在拉約什·雅諾西領導下所進行的宇宙射線研究。

## 哈特里微分分析器的工作
尼科爾森的博士學位原預計於1941年提交，但由於1940年至1945年在曼徹斯特大學的道格拉斯·哈特里研究小組的戰時工作被打斷。在這期間，尼科爾森成為一名熟練的數值分析員和哈特里微分分析器的使用專家。尼科爾森與研究小組的其他成員一起為防空研究和發展機構（後為雷達研究和發展機構）研究與國防相關的問題，這兩個機構都屬於供應部。尼科爾森在戰時的兩項重要研究：「單陽極磁控管的瞬態行為」與「熱傳導」，構成了她1946年博士論文《理論物理的三個問題》第二及第三部分的基礎。
尼科爾森對熱傳導的研究與熱方程之解有關，她與其同事約翰·克蘭克一起研究了幾種求解技術的數值穩定性。現在被稱為克蘭克－尼科爾森方法的算法就是在這項工作中產生的，並在1947年發表。

## 戰後生活和工作
尼科爾森從1945年起在劍橋大學做研究，1946年在曼徹斯特維多利亞大學（今曼徹斯特大學）完成了她的博士論文。1946年至1949年，她是劍橋大學格頓學院的Tucker-Price研究員，在卡文迪許實驗室進行工作。尼科爾森在1950年1月左右與她的丈夫麥爾坎·尼科爾森（Malcolm Nicolson，也是一名物理學家）一起搬到，因為他被任命為里兹大學的物理學講師。菲利斯·尼科爾森在1942年與麥爾坎結婚，他們有兩個兒子，分別是唐納·麥克勞德·尼科爾森（Donald Macleod Nicolson，1947年9月20日出生於劍橋）與羅德里克·伊恩·尼科爾森（Roderick Ian Nicolson，1950年2月5日出生於里茲）。
1951年12月，33歲的麥爾坎·尼科爾森在一次火車事故中喪命，菲利斯被任命接替他的講師職位。1955年，尼科爾森與物理學家麥爾坎·麥凱格（Malcolm McCaig）結婚，後者在前一次婚姻中有一子伊恩·麥凱格（Ian McCaig，1946年2月出生）。1957年5月，尼科爾森與麥凱格育有一子——安德魯·尼科爾森·麥凱格（Andrew Malcolm McCaig） 尼科爾森的三個兒子之後都獲得了博士學位——數學、心理學與地質學。
1968年，尼科爾森因罹患乳癌而在雪菲爾逝世。

## 著作
- D. R. Hartree, P. Nicolson, N. Eyres. J. Howlett, and T. Pearcey. “Evaluation of the Solution of the Wave Equation for a Stratified Medium”, Air Defense Research & Development Establishment, Memorandum 47, May 1944.
- D. R. Hartree, P. Nicolson, N. Eyres. J. Howlett, and T. Pearcey. “Evaluation of the Solution of the Wave Equation for a Stratified Medium:Normalisation”, Radar Research and Development Establishment, RRDE Report No. 279, March 1945.
- Three Problems in Theoretical Physics. PhD Thesis, University of Manchester, 1946.[2]
- The Sun's Magnetic Field and the Diurnal and Seasonal Variations in Cosmic Ray Intensity Janossy, L.; Lockett, P., Proc. of the Royal Society of London. Series A, Mathematical and Physical Sciences, 1941, Vol. 178(972), pp. 52–60.
- Meson Formation and the Geomagnetic Effects.  Janossy, L.; Nicolson, P., Proc. of the Royal Society of London. Series A, Mathematical and Physical Sciences, 1947, Vol. 192(1028), pp. 99–114.
- A practical method for numerical evaluation of solutions of partial differential equations of the heat-conduction type,[4] Crank, J.; Nicolson, P., Mathematical Proc. of the Cambridge Phil. Society, 1947, Vol. 43(1), pp. 50–67.
- A Theoretical Study of the Influence of Diffusion and Chemical Reaction Velocity on the Rate of Exchange of Carbon Monoxide and Oxygen between the Red Blood Corpuscle and the Surrounding Fluid, P. Nicolson and F. J. W. Roughton. Proc. of the Royal Society of London. Series B, Biological Sciences, Vol. 138, No. 891, 1951, pp. 241–264.

## 外部連結
- 菲利斯·尼科爾森在數學譜系計畫的資料。